# Classe Erzherzog Ferdinand Max
A Classe Erzherzog Ferdinand Max foi uma classe de ironclads operada primeiro pela Marinha Austríaca e depois pela sucessora Marinha Austro-Húngara, composta pelo SMS Erzherzog Ferdinand Max e SMS Habsburg. Suas construções começaram em meados de 1863 nos estaleiros da Stabilimento Tecnico Triestino, foram lançados ao mar em 1865 e comissionados no ano seguinte. O projeto dos navios da classe era significativamente maior do que a predecessoras Classe Drache e Classe Kaiser Max. Eles originalmente seriam armados com 32 canhões de 48 libras, mas o início da Guerra Austro-Prussiana forçou suas finalizações com apenas metade do número de armas planejadas.
Os dois ironclads da Classe Erzherzog Ferdinand Max eram equipados com um armamento principal composto por dezesseis antecarga canhões de 48 libras. Tinham um comprimento de fora a fora de 83 metros, uma boca de quase dezesseis metros, um calado de sete metros e um deslocamento de mais de cinco mil toneladas. Seus sistemas de propulsão eram compostos por um número desconhecido de caldeiras a carvão que alimentavam um motor a vapor, que por sua vez girava uma hélice até uma velocidade máxima de doze nós (22 quilômetros por hora). Os navios também eram protegidos por um cinturão principal de blindagem com espessura máxima de 123 milímetros.
Os navios foram finalizados às pressas depois do início da Guerra Austro-Prussiana, com ambos participando da Batalha de Lissa. Nesta, o Erzherzog Ferdinand Max foi a capitânia do contra-almirante Wilhelm von Tegetthoff, abalroando e afundando o ironclad italiano Re d'Italia. Já o Habsburg não participou tanto na batalha e proporcionou apenas disparos de cobertura. As embarcações pouco fizeram pelo restante de suas carreiras devido aos baixos orçamentos navais concedidos pelo governo, passando a maior parte de seus tempos inativos. Foram convertidos em 1886 para deveres secundários, com o Habsburg sendo desmontado em 1898 e o Erzherzog Ferdinand Max em 1916.

## Desenvolvimento
O lançamento em 1859 do francês Gloire, o primeiro ironclad do mundo, fez a Marinha Austríaca começar um grande programa de construção de ironclads sob a direção do contra-almirante arquiduque Fernando Maximiliano, comandante da marinha e irmão do imperador Francisco José I. O arquiduque concebeu uma frota de nove ironclads, o que seria suficiente para derrotar a frota da recém unificada Itália e fazer da Áustria uma aliada atraente para o Reino Unido. Os primeiros cinco navios, dois da Classe Drache e três da Classe Kaiser Max, foram encomendados entre 1860 e 1861 em resposta aos ironclads da Marinha Real Italiana, iniciando a corrida armamentista naval austro-italiana.
A construção dessas classes fez com que o governo austríaco formasse uma comissão no início de 1862 para estudar futuros desenvolvimentos, especialmente se a marinha deveria projetar poder no Mar Adriático ou apenas a defender o litoral nacional. A comissão ficou em um impasse até abril, mas a recente Batalha de Hampton Roads durante a Guerra Civil Americana, o primeiro confronto entre dois ironclads, demonstrou a ascendência dos novos navios e convenceu o Conselho Imperial a conceder um significativo aumento no orçamento naval, o que permitiu que mais dois ironclads fossem encomendados em 1863, que se tornariam a Classe Erzherzog Ferdinand Max.
Todos os ironclads austro-húngaros até então tinham sido projetados pelo engenheiro Josef von Romako, o Diretor de Construção Naval, que também preparou o projeto da Classe Erzherzog Ferdinand Max. Estes novos ironclads eram significativamente maiores que seus predecessores e originalmente seriam armados com 32 canhões antecarga de 48 libras, mas durante a construção os novos canhões retrocarga fabricados pela prussiana Krupp foram adotados. Entretanto, o início da Guerra Austro-Prussiana em junho de 1866 forçou a finalização apressada das embarcações com apenas dezesseis canhões antecarga. Também inicialmente não receberam suas velas.

## Características
A Classe Erzherzog Ferdinand Max tinha 79,97 metros de comprimento entre perpendiculares e 83,75 metros de comprimento de fora a fora. Tinha uma boca de 15,96 metros e um calado médio de 7,14 metros. O deslocamento era de 5 210 toneladas. Os cascos eram feitos de madeira com uma blindagem de ferro forjado rebitada por cima. Este cinturão tinha uma espessura máxima de 123 milímetros sobre a bateria principal, reduzindo-se para 87 milímetros na proa e popa. A tripulação tinha 511 oficiais e marinheiros.
O sistema de propulsão consistia em um motor a vapor de expansão única com dois cilindros fabricado em Fiume, que por sua vez girava uma única hélice. Informações sobre o número e tipo de caldeiras a carvão instaladas não sobreviveu, porém sua exaustão ocorria por uma chaminé localizada à meia-nau. O motor tinha uma potência indicada de 2 966 cavalos-vapor (2 181 quilowatts) para uma velocidade máxima de 12,54 nós (23,22 quilômetros por hora). Podiam carregar até 340 toneladas de carvão. Cada navio deveria ter sido equipado com um esquema de velas em três mastros, mas como foram apressados para entrarem em serviço só receberam as velas em 1867.
O armamento principal era de dezesseis canhões antecarga de 48 libras montados em um tradicional arranjo lateral como em navios de linha. Também levavam algumas armas menores, incluindo quatro canhões de oito libras e dois canhões de três libras. Este armamento foi revisado várias vezes durante suas carreiras. As armas de 48 libras foram substituídas em 1869 por catorze canhões de 203 milímetros. Em 1874 foram rearmados com catorze canhões antecarga de 178 milímetros da Armstrong. Outra revisão ocorreu em 1882, desta vez com quatro canhões retrocarga de 89 milímetros, dois canhões revólver de 47 milímetros e três canhões automáticos de 25 milímetros.

## Navios
| Navio                   | Construtor                     | Batimento         | Lançamento          | Comissionamento | Destino            |
| ----------------------- | ------------------------------ | ----------------- | ------------------- | --------------- | ------------------ |
| Erzherzog Ferdinand Max | Stabilimento Tecnico Triestino | 6 de maio de 1863 | 24 de maio de 1865  | junho de 1866   | Desmontado em 1916 |
| Habsburg                | Stabilimento Tecnico Triestino | junho de 1863     | 26 de junho de 1865 | junho de 1866   | Desmontado em 1898 |

## História

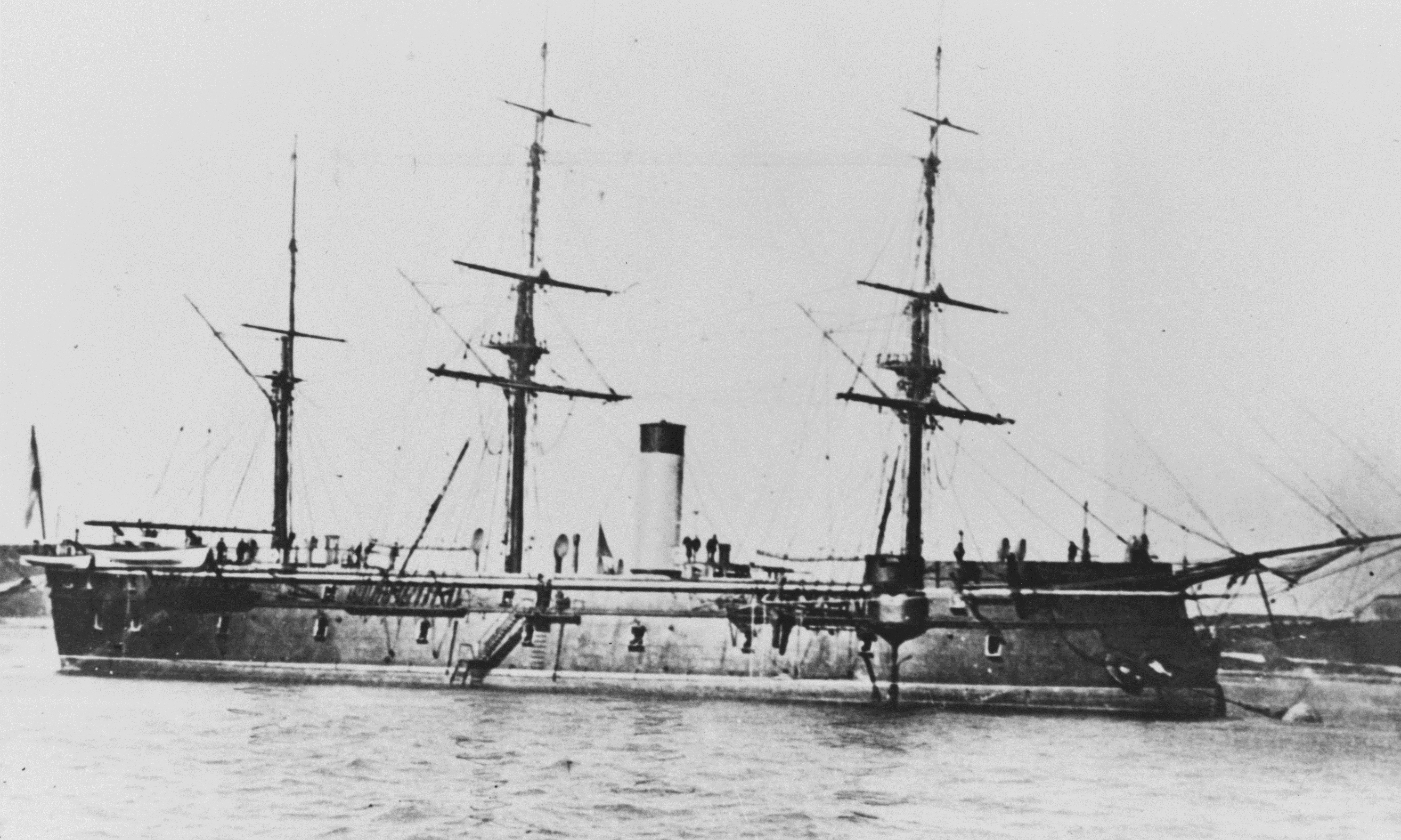
O Habsburg após 1877

Os dois navios ainda estavam em construção quando a Guerra Austro-Prussiana começou em junho de 1866, com os trabalhadores do estaleiro se apressando para finalizá-los. O Erzherzog Ferdinand Max foi a capitânia do contra-almirante Wilhelm von Tegetthoff. Eles participaram da Batalha de Lissa em julho, quando o Erzherzog Ferdinand Max abalroou e afundou o ironclad italiano Re d'Italia. Isto foi um momento importante, pois forçou o almirante Carlo Pellion di Persano, o comandante italiano, a recuar. O Habsburg por sua vez não participou tão ativamente e deu disparos de cobertura. Nenhum dos dois foi seriamente danificado, com ambos passando o restante da guerra em patrulhas no Mar Adriático contra uma possível surtida italiana. Eles foram depois desarmados e desativados.
Os orçamentos navais foram seriamente reduzidos nas décadas seguintes, resultado do desinteresse naval da metade húngara da Áustria-Hungria. Consequentemente, eles pouco fizeram pelo restante de suas carreiras. O Habsburg foi usado em 1870 em uma demonstração de força para tentar impedir que a Itália anexasse Roma enquanto a França, protetora da cidade, estava ocupada com a Guerra Franco-Prussiana; os italianos tomaram a cidade independentemente. Foram rearmados em 1874 e 1882, com ambos sendo convertidos para deveres secundários em 1886. O Erzherzog Ferdinand Max se tornou uma embarcação auxiliar da escola de artilharia até 1908, já o Habsburg foi usado como navio de guarda e alojamento flutuante em Pola até 1898, quando foi removido do registro naval e desmontado.  Erzherzog Ferdinand Max permaneceu no inventário até 1916, quando também foi desmontado.